# IF1 ne répond plus
Pour plus de détails, voir Fiche technique et Distribution.
IF1 ne répond plus est un film de science-fiction franco-allemand réalisé par Karl Hartl, sorti en 1933.

## Synopsis
Le capitaine lieutenant Droste envisage de construire une plate-forme de vol au milieu de l’océan afin d’offrir aux pilotes de vols intercontinentaux une possibilité d’escale pour ravitailler et réparer leurs avions. Avec l’aide du pilote Ellissen, il réussit à obtenir la direction des usines de Lennartz pour son projet. Ellissen, qui s’est lié avec Claire Lennartz, une sœur des propriétaires, évite de se marier et cherche une nouvelle aventure. Pendant ce temps, la plate-forme est en cours de construction sous la direction de Droste.
Après deux ans de travaux, c'est toute une ville qui a émergé des profondeurs de l'océan avec un aérodrome, des hangars, des hôtels et des centres commerciaux. Pendant une tempête, la connexion à la plate-forme de vol se rompt et la dernière chose entendue au téléphone était des coups de feu et des cris. Alors que la tempête se poursuit, on désigne le meilleur pilote pour voler à vers la plateforme qu'on nomme F.P. 1 (abréviation de « Flight Platform 1 »). Ellissen, qui a maintenant réalisé ses sentiments à l'encontre de Claire, est déprimé de voir que cette dernière s'est éloignée de lui. Elle le persuade néanmoins de voler avec elle jusqu’à la plate-forme qu'ils atteignent après a voir survécut à un atterrissage en catastrophe.
Ils découvrent ensuite que l’équipage du F.P.1 a été victime d’un saboteur, qui les a empoissoné avec du gaz. Avant que l’ingénieur en chef Damsky ne s’enfuie par bateau, il a ouvert toutes les vannes d'eau sorte que le F.P.1 menace de couler. Claire retrouve Droste grièvement blessé et s’occupe de lui. De son côté, Ellissen doit se rendre compte qu’il a finalement perdu Claire. Après un court laps de temps, cependant, il se relève et décolle dans un avion pour obtenir de l’aide. Lorsqu’il voit enfin un navire, il saute de son avion, est amené à bord par l’équipage du navire et peut appeler à l’aide par radio. Une flotte de navires et d’avions part alors à la rescousse du F.P.1.

## Fiche technique
- Titre : IF1 ne répond plus
- Réalisation : Karl Hartl
- Scénario : Walter Reisch et André Beucler, d'après le roman de Curt Siodmak
- Photographie : Otto Baecker, Konstantin Irmen-Tschet et Günther Rittau
- Décors : Erich Kettelhut
- Son : Fritz Thiery
- Musique : Allan Gray
- Montage : Willy Zeyn
- Pays d'origine :  France -  Reich allemand
- Production : UFA
- Tournage : du 20 octobre au 15 décembre 1932
- Genre : Science-fiction
- Durée : 100 minutes
- Date de sortie : France, 24 février 1933

## Distribution
- Charles Vanel : Ellissen
- Danièle Parola : Nora
- Jean Murat : Droste
- Pierre Brasseur : Georges
- Ernest Ferny : Mathieu
- Marcel Vallée : Damski
- Pierre Piérade : le photographe
- André Saint-Germain
- Frédéric Mariotti
- Georges Gauthier
- André Siméon
- Louis Zellas

## À propos du film
Une version allemande, interprétée notamment par Hans Albers, Sybille Schmitz et Peter Lorre, est sortie en Allemagne en décembre 1932 sous le titre F.P.1 antwortet nicht.